# Lista de cidades capitais da Austrália
Esta é uma lista das cidades capitais da Austrália. A Comunidade da Austrália possui sete capitais estaduais e uma capital nacional, Camberra, localizada no Território da Capital Australiana.

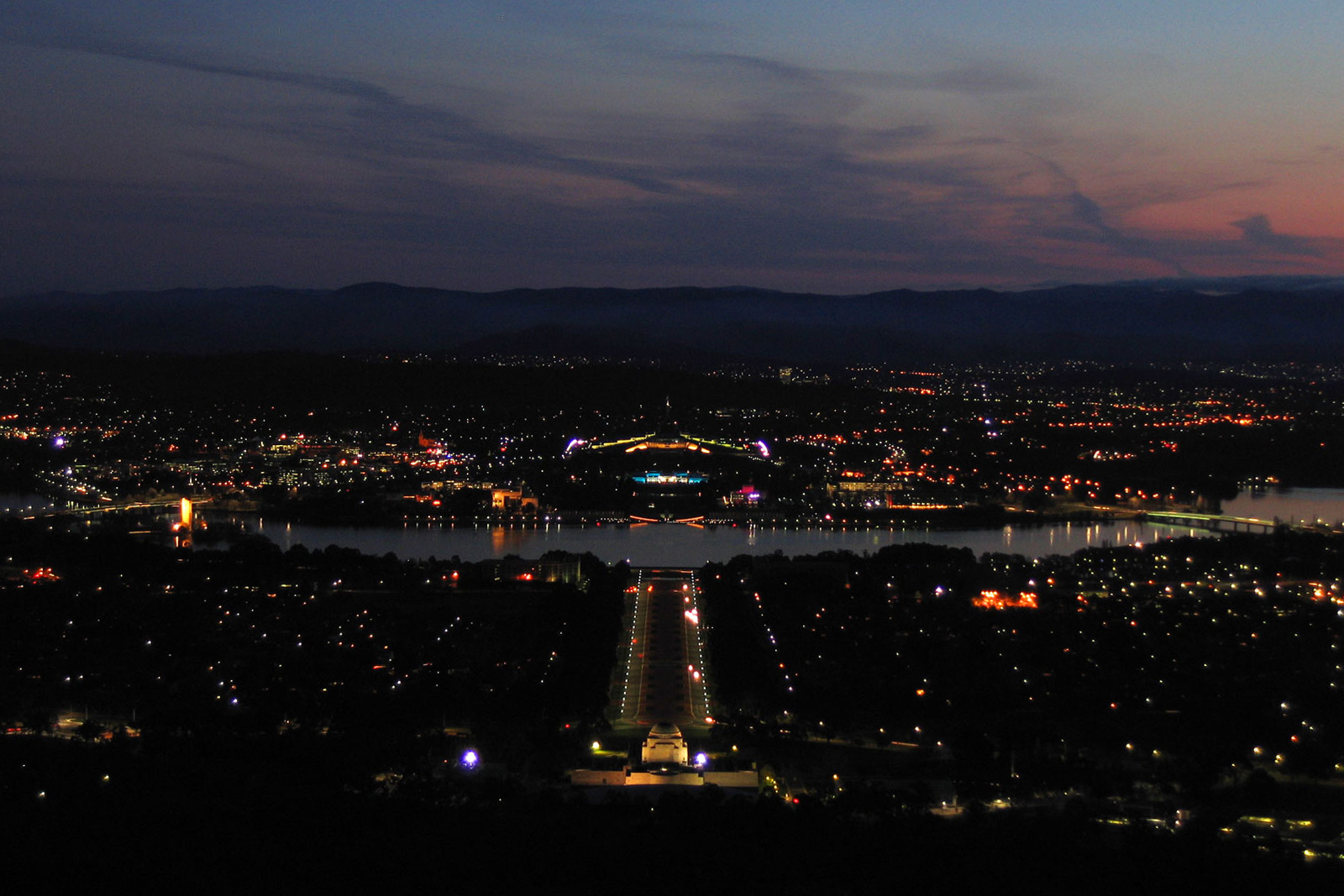
Camberra, localizada no Território da Capital Australiana, é a capital nacional.

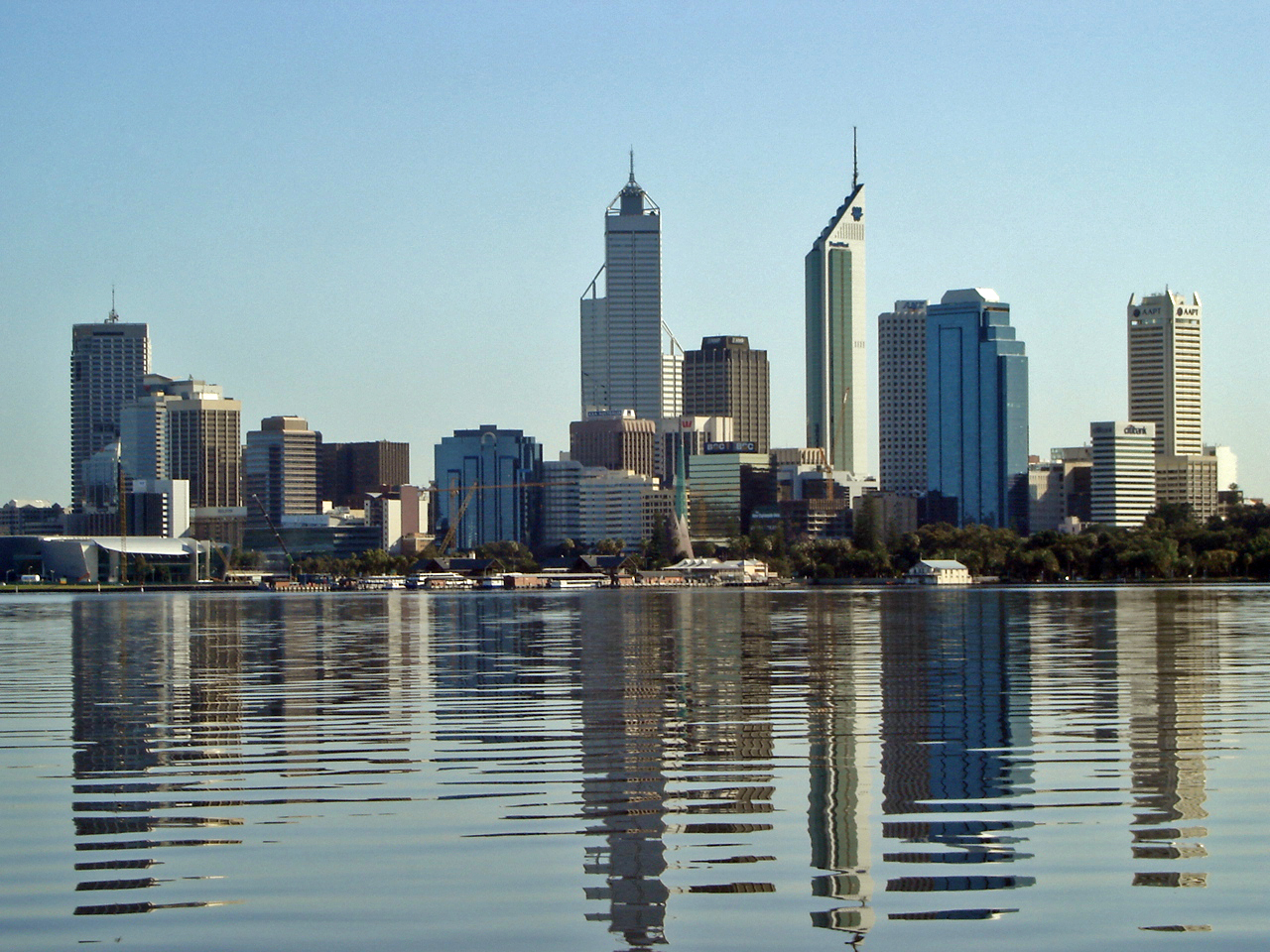
Perth, Austrália Ocidental.

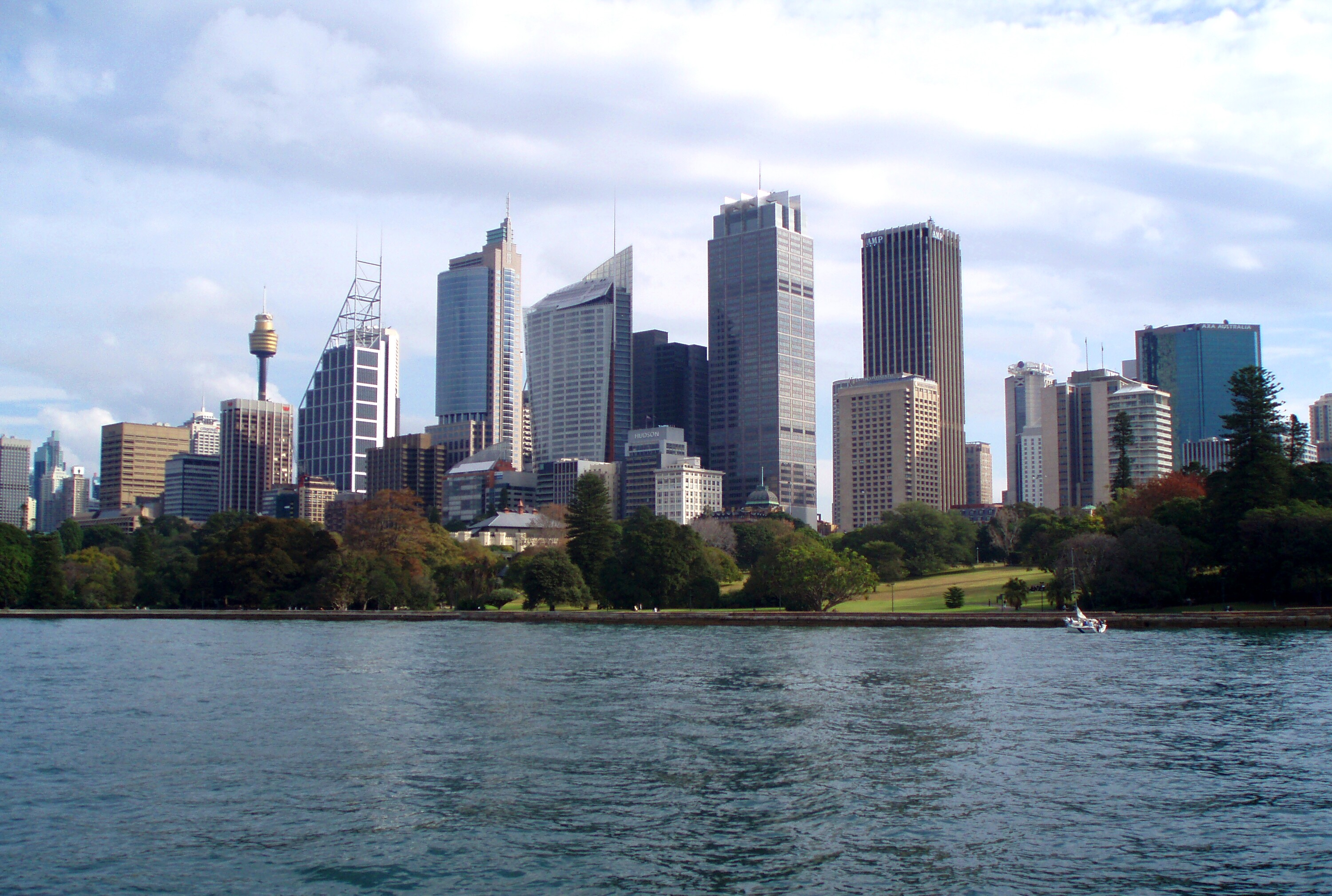
Sydney, mais populosa cidade australiana e capital de Nova Gales do Sul.

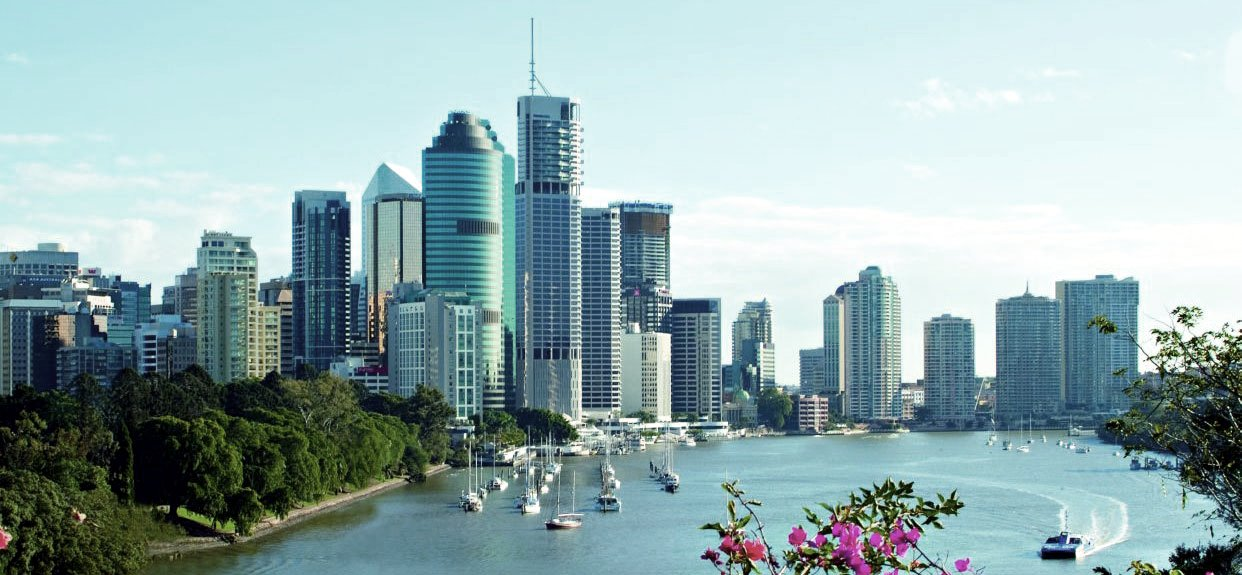
Brisbane, capital de Queensland.

## Capitais nacionais
- Melbourne (1901-1927) - Federação da Austrália
- Camberra (1927-atual)

## Capitais estaduais
| Estado/Território    | Capital   | População (2009) |
| -------------------- | --------- | ---------------- |
| Austrália Meridional | Adelaide  | 1 187 466        |
| Austrália Ocidental  | Perth     | 1 658 992        |
| Nova Gales do Sul    | Sydney    | 4 504 469        |
| Queensland           | Brisbane  | 2 004 262        |
| Tasmânia             | Hobart    | 212 019          |
| Território do Norte  | Darwin    | 124 760          |
| Vitória              | Melbourne | 3 995 537        |